# Fawwar
Fawwar est un village et camp de réfugiés palestiniens situé dans le gouvernorat de Hébron, à six kilomètres au sud ouest de Hébron, dans la partie sud de la Cisjordanie. La population du camp se montait à 6 544 personnes en 2007, d'après le bureau central palestinien de statistiques.

## Histoire
Le camp de Fawwar fut établi en 1949 sur une superficie de 350 dunams pour accueillir les réfugiés de Beer-Sheva, Bayt Jibrin et les alentours. Le village possède une école pour les filles et une école pour les garçons, chacune ayant environ 1 050 élèves.

## Sources
- (en) Cet article est partiellement ou en totalité issu de l’article de Wikipédia en anglais intitulé « Fawwar, Hebron » (voir la liste des auteurs).